# شيجيو سوجيموتو
شيجيو سوجيموتو (باليابانية: 杉本 茂雄) (مواليد 4 ديسمبر 1926)، هو لاعب كرة قدم ياباني سابق كان يلعب كلاعب وسط. سبق له أن لعب مع منتخب اليابان.

## وصلات خارجية
- شيجيو سوجيموتو على موقع ناشيونال فوتبول تيمز (الإنجليزية)

- National Football Teams
- Japan National Football Team Database